# Anthony Gill
Anthony Remeral Gill (Charlotte, 17 ottobre 1992) è un cestista statunitense.

## Statistiche

### NCAA
| Anno      | Squadra            | PG  | PT | MP   | TC%  | 3P%  | TL%  | RP  | AP  | PRP | SP  | PP   |
| --------- | ------------------ | --- | -- | ---- | ---- | ---- | ---- | --- | --- | --- | --- | ---- |
| 2011-2012 | S.C. Gamecocks     | 31  | 26 | 25,3 | 45,3 | 39,3 | 64,6 | 4,7 | 1,1 | 0,5 | 0,3 | 7,6  |
| 2013-2014 | Virginia Cavaliers | 37  | 6  | 19,8 | 58,7 | -    | 62,7 | 4,0 | 0,4 | 0,3 | 0,5 | 8,6  |
| 2014-2015 | Virginia Cavaliers | 34  | 30 | 25,3 | 58,2 | 0,0  | 67,7 | 6,5 | 0,9 | 0,9 | 0,5 | 11,6 |
| 2015-2016 | Virginia Cavaliers | 37  | 37 | 28,0 | 58,0 | 100  | 74,6 | 6,1 | 0,8 | 0,6 | 0,6 | 13,8 |
| Carriera  | Carriera           | 139 | 99 | 24,5 | 55,6 | 41,9 | 68,0 | 5,3 | 0,8 | 0,6 | 0,5 | 10,5 |

#### Massimi in carriera
- Massimo di punti: 25 vs Davidson (30 dicembre 2014)[1]
- Massimo di rimbalzi: 13 vs Davidson (30 dicembre 2014)
- Massimo di assist: 4 vs Hampton (17 marzo 2016)
- Massimo di palle rubate: 3 (5 volte)
- Massimo di stoppate: 4 vs Miami (22 febbraio 2016)
- Massimo di minuti giocati: 38 vs California-Berkeley (22 dicembre 2015)

### NBA

#### Regular Season
| Anno      | Squadra       | PG  | PT | MP   | TC%  | 3P%  | TL%  | RP  | AP  | PRP | SP  | PP  |
| --------- | ------------- | --- | -- | ---- | ---- | ---- | ---- | --- | --- | --- | --- | --- |
| 2020-2021 | Wash. Wizards | 26  | 4  | 8,4  | 50,0 | 29,2 | 81,3 | 2,0 | 0,4 | 0,4 | 0,2 | 3,1 |
| 2021-2022 | Wash. Wizards | 44  | 0  | 10,5 | 56,9 | 53,8 | 80,8 | 1,9 | 0,6 | 0,1 | 0,3 | 4,1 |
| 2022-2023 | Wash. Wizards | 59  | 8  | 10,6 | 53,8 | 13,8 | 73,1 | 1,7 | 0,6 | 0,1 | 0,2 | 3,3 |
| 2023-2024 | Wash. Wizards | 50  | 3  | 9,3  | 46,9 | 24,4 | 80,6 | 1,9 | 0,7 | 0,3 | 0,2 | 3,8 |
| 2024-2025 | Wash. Wizards | 51  | 0  | 7,8  | 48,9 | 32,3 | 66,0 | 1,3 | 0,3 | 0,2 | 0,0 | 2,5 |
| Carriera  | Carriera      | 230 | 15 | 9,4  | 51,2 | 29,8 | 75,1 | 1,7 | 0,5 | 0,2 | 0,2 | 3,4 |

#### Play-off
| Anno     | Squadra       | PG | PT | MP  | TC% | 3P% | TL% | RP  | AP  | PRP | SP  | PP  |
| -------- | ------------- | -- | -- | --- | --- | --- | --- | --- | --- | --- | --- | --- |
| 2021     | Wash. Wizards | 4  | 0  | 8,2 | 0,0 | 0,0 | -   | 1,0 | 0,0 | 0,0 | 0,0 | 0,0 |
| Carriera | Carriera      | 4  | 0  | 8,2 | 0,0 | 0,0 | -   | 1,0 | 0,0 | 0,0 | 0,0 | 0,0 |

#### Massimi in carriera
- Massimo di punti: 18 vs Chicago Bulls (11 gennaio 2023)[2]
- Massimo di rimbalzi: 10 vs Oklahoma City Thunder (23 aprile 2021)
- Massimo di assist: 4 vs Cleveland Cavaliers (17 marzo 2016)
- Massimo di palle rubate: 2 (2 volte)
- Massimo di stoppate: 2 (5 volte)
- Massimo di minuti giocati: 28 vs Brooklyn Nets (4 novembre 2022)

### Eurolega
| Anno      | Squadra  | PG | PT | MP   | TC%  | 3P%  | TL%  | RP  | AP  | PRP | SP  | PP   |
| --------- | -------- | -- | -- | ---- | ---- | ---- | ---- | --- | --- | --- | --- | ---- |
| 2017-2018 | Chimki   | 32 | 31 | 25,9 | 58,8 | 47,8 | 74,3 | 4,5 | 1,0 | 0,5 | 0,6 | 11,8 |
| 2018-2019 | Chimki   | 13 | 11 | 26,7 | 54,6 | 22,2 | 76,7 | 3,5 | 1,6 | 0,8 | 0,6 | 11,5 |
| 2019-2020 | Chimki   | 25 | 11 | 18,9 | 56,7 | 44,0 | 85,0 | 4,5 | 1,2 | 0,3 | 0,4 | 8,3  |
| Carriera  | Carriera | 70 | 53 | 23,5 | 57,2 | 40,6 | 77,2 | 4,3 | 1,2 | 0,5 | 0,5 | 10,5 |